# Chêne-Arnoult
Pour les articles homonymes, voir Chêne (homonymie) et Arnoult.
Chêne-Arnoult est une ancienne commune française, située dans le département de l'Yonne en région Bourgogne-Franche-Comté, devenue, le 1er janvier 2016, une commune déléguée de la commune nouvelle de Charny-Orée-de-Puisaye.

## Histoire
Les Coquilleray possédèrent la seigneurie de Chêne-Arnoult jusqu'au XVe siècle. À la suite du mariage de la fille de Philippe de Coquilleray avec Jean Charnier une partie des terres devient la propriété de la famille Charnier. Au XVIe siècle, un accord de famille fait passer la terre de Chêne-Arnoult entre les mains des Le Fort, seigneurs de Juranville. Abigaïl Le Fort ( XVIe siècle ), mariée à Jean Louzeau, fonda une messe hebdomadaire qui devait être célébrée tous les samedis en l'église de Chêne-Arnoult en l'honneur de la Vierge-Marie. Une plaque commémorative datée de 1646 et portant une variante des armes des Louzeau (adjonction de trois oiseaux) rappelle cette fondation. À l'intérieur de l'église une plaque de marbre noire frappée par la foudre au XIXe siècle rappelle la mort de Madeleine de Vièvre, femme de Vérain Le Fort, le 8 octobre 1640. Les armes sont celles des Le Fort et de Vièvre : d'azur au chevron d'or accompagné de trois besans d'argent et de gueules à trois lions d'argent couronnés d'or. Ces armes sont entourées de la cordelière des veuves puisque Madeleine de Vièvre épousa en secondes noces Antoine de Navinaut, chevalier, seigneur de la Durandière, l'un des cents gentilshommes de la maison du Roi. Gaspard Robert de Guérin de Bruslard, un descendant de Madeleine de Vièvre, seigneur de Chêne-Arnoult, fut inhumé dans l'église. Ses armes sont d'or à trois lions de sable, armés, lampassés et couronnés de gueules, posés 2 et 1.

## Lieux et monuments

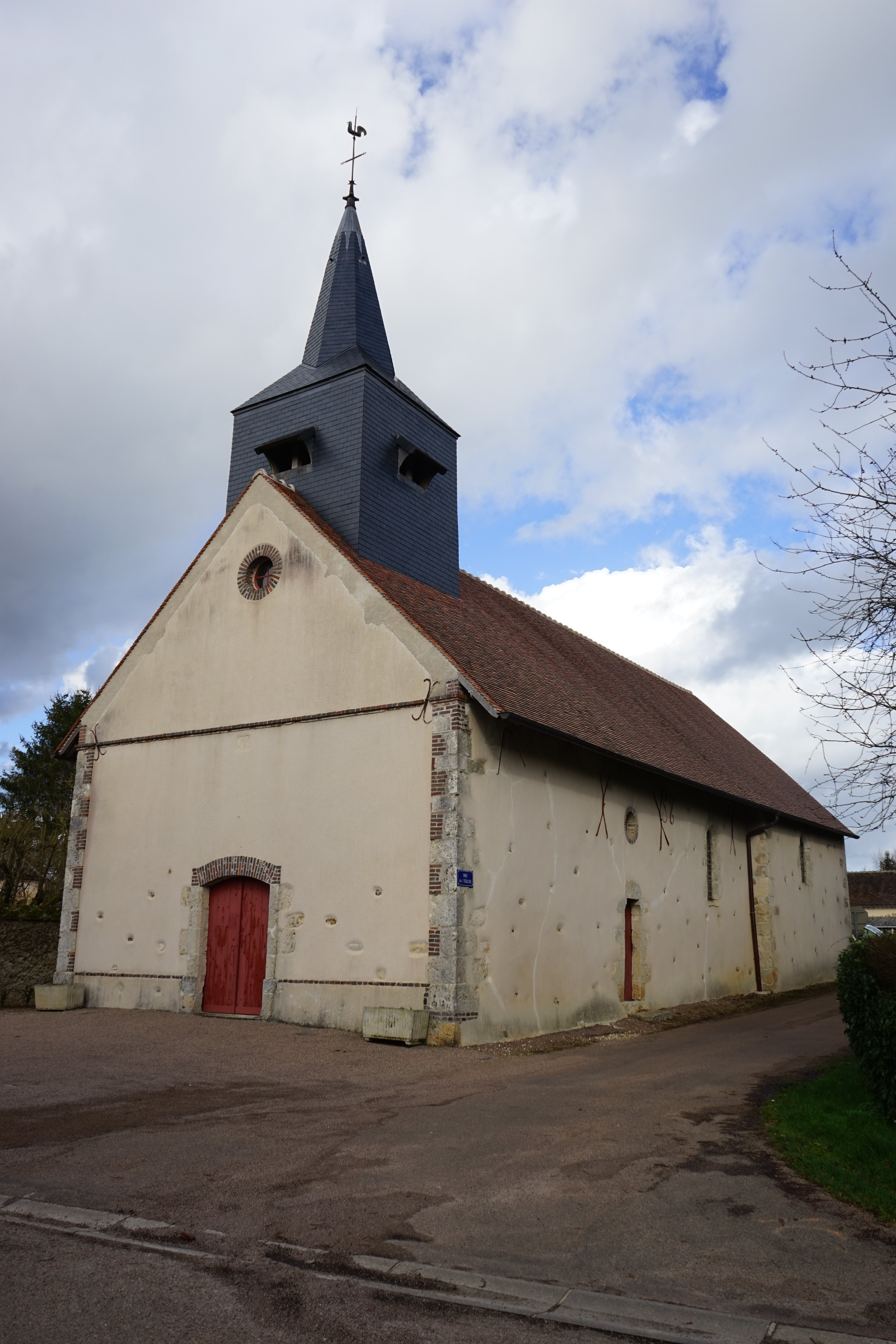
église de Chêne-Arnoult 2016

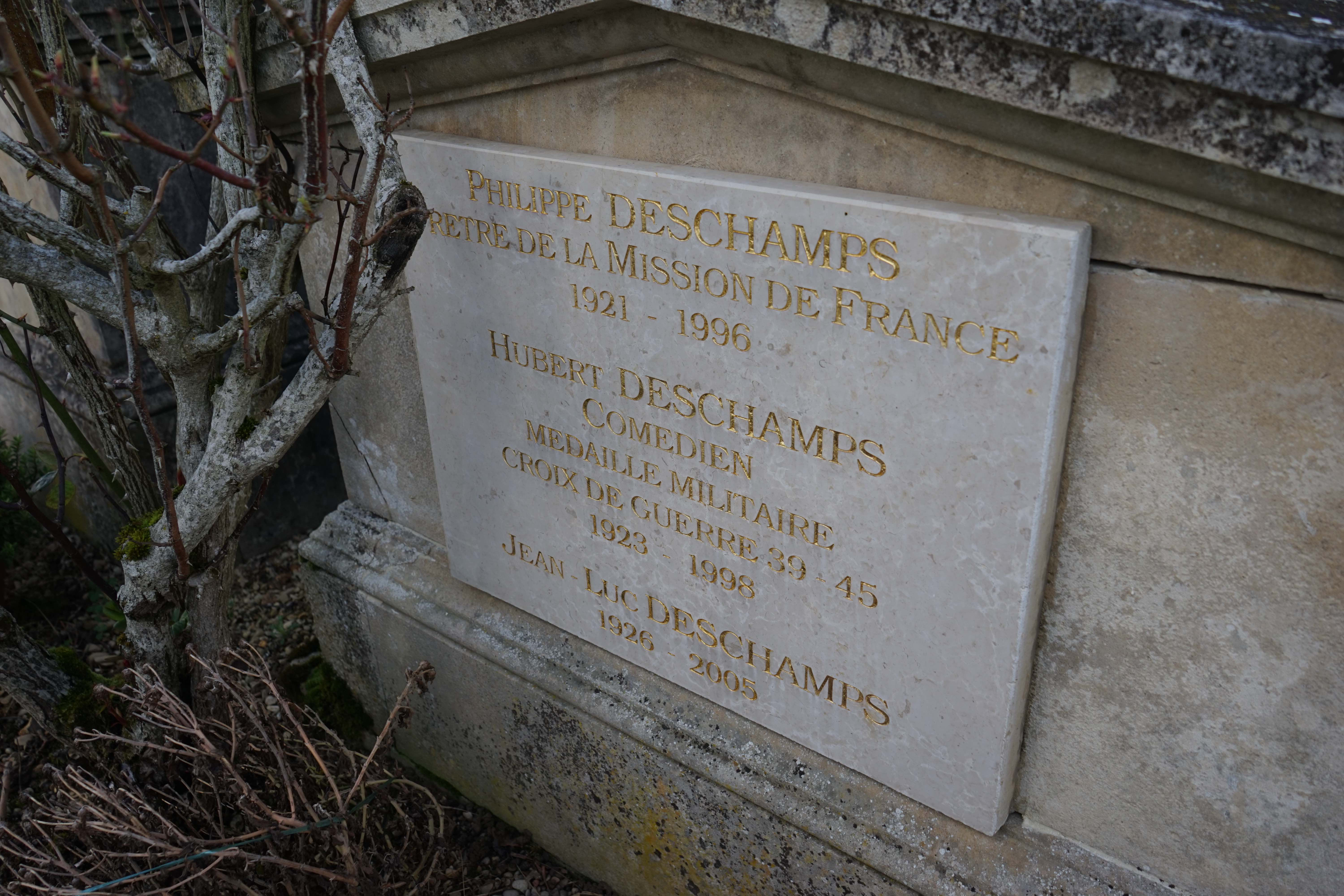
TOMBE HUBERT DESCHAMPS au cimetière de Chêne-Arnoult

## Politique et administration
| Période        | Période        | Identité           | Étiquette | Qualité |
| -------------- | -------------- | ------------------ | --------- | ------- |
| 7 juillet 2020 | En cours       | Marie-Hélène Filié |           |         |
| 4 avril 2014   | 6 juillet 2020 | Lucile Lesince     |           |         |
| mars 2001      | 4 avril 2014   | Lionel Hochart     |           |         |

## Démographie
L'évolution du nombre d'habitants est connue à travers les recensements de la population effectués dans la commune depuis 1793. À partir du 1er janvier 2009, les populations légales des communes sont publiées annuellement dans le cadre d'un recensement qui repose désormais sur une collecte d'information annuelle, concernant successivement tous les territoires communaux au cours d'une période de cinq ans. 
Pour les communes de moins de 10 000 habitants, une enquête de recensement portant sur toute la population est réalisée tous les cinq ans, les populations légales des années intermédiaires étant quant à elles estimées par interpolation ou extrapolation. Pour la commune, le premier recensement exhaustif entrant dans le cadre du nouveau dispositif a été réalisé en 2007,.
En 2013, la commune comptait 118 habitants, en évolution de −0,84 % par rapport à 2008 (Yonne : −0,46 %, France hors Mayotte : +2,49 %).
| 1793 | 1800 | 1806 | 1821 | 1831 | 1836 | 1841 | 1846 | 1851 |
| ---- | ---- | ---- | ---- | ---- | ---- | ---- | ---- | ---- |
| 263  | 281  | 279  | 223  | 216  | 261  | 265  | 289  | 294  |

| 1856 | 1861 | 1866 | 1872 | 1876 | 1881 | 1886 | 1891 | 1896 |
| ---- | ---- | ---- | ---- | ---- | ---- | ---- | ---- | ---- |
| 330  | 312  | 317  | 308  | 330  | 314  | 297  | 321  | 306  |

| 1901 | 1906 | 1911 | 1921 | 1926 | 1931 | 1936 | 1946 | 1954 |
| ---- | ---- | ---- | ---- | ---- | ---- | ---- | ---- | ---- |
| 280  | 275  | 257  | 235  | 224  | 185  | 180  | 167  | 169  |

| 1962 | 1968 | 1975 | 1982 | 1990 | 1999 | 2007 | 2011 | 2013 |
| ---- | ---- | ---- | ---- | ---- | ---- | ---- | ---- | ---- |
| 165  | 154  | 115  | 114  | 125  | 127  | 122  | 121  | 118  |

## Personnalités liées à la commune
- Hubert Deschamps (1923-1998), comédien, inhumé dans le cimetière de la commune

## Pour approfondir